# Perry Ellis
Perry Ellis (ur. 3 marca 1940, zm. 30 maja 1986) – amerykański projektant mody, twórca marki Perry Ellis.

## Życiorys
Urodził się w Portsmouth, jako jedyne dziecko przedsiębiorcy naftowego Edwina Ellisa i Winifred Roundtree. W 1963 uzyskał tytuł magistra na Uniwersytecie Nowojorskim.
Karierę w przemyśle odzieżowym rozpoczął w Richmond, jednak dopiero w Nowym Jorku w 1976 przedstawił swoją pierwszą kolekcję Portfolio. W 1978 założył własny dom mody.

### Życie prywatne
Zmarł w wieku czterdziestu sześciu lat, jako jeden z pierwszych prominentnych obywateli USA, których przyczyną śmierci był AIDS. Był homoseksualistą. Od roku 1980 aż do momentu własnej śmierci był partnerem Laughlina Barkera.
Z krótkotrwałego, fizycznego związku z wieloletnią przyjaciółką Barbarą Gallagher miał córkę, Tyler Aleksandrę Gallagher Ellis (ur. 1984).